# Spiradolin
Spiradolin (U-62066) je lek koji deluje kao visoko selektivni κ-opioidni agonist. On ima analgetičke, diuretičke i antitusivne efekte. U životinjskim studijama proizvodi efekte slične ketociklazocinu i alilnormetazocinu. Glavno dejstvo na ljude je sedacija, zajedno sa analgetičkim i diuretičkim dejstvom. Značajne nuspojave kao što je disforija i halucinacije su sprečile njegovu kliničku upotrebu. Za kapa-agoniste je pokazano da negativno reaguju sa mi-receptorom.

## Spoljašnje veze
|  | Molimo Vas, obratite pažnju na važno upozorenje u vezi sa temama iz oblasti medicine (zdravlja). |